# Charles-Michel de L'Épée
Charles-Michel de l’Epée, även känd som l'Abbé de l'Épée född 24 november 1712, död 23 december 1789, var en fransk dövpedagog.
L'Epée var en av de främsta pionjärerna på dövundervisningens område, och grundade i Paris 1770 det första institutet för döva. Här utförde han en synnerligen uppoffrande, banbrytande och uppmärksammad verksamhet. Han undervisade sina elever med tecken och skrift och grundlade därigenom teckenmetoden, "den franska metoden", vilken länge tävlade med talmetoden, "den tyska metoden", som den ledande ställningen inom dövskolan. Bland L'Épées skrifter märks särskilt Institution des sourdes et muets (1776) och La véritable manière (1784).

## Eftermäle
Asteroiden 9853 l'Epee är uppkallad efter honom.